# Mariage à l'anglaise (film, 1999)
Pour le film sorti en 2013, voir Mariage à l'anglaise.
Pour plus de détails, voir Fiche technique et Distribution.
Mariage à l'anglaise (This Year's Love) est une comédie dramatique britannique écrite et réalisée par David Kane, sorti en 1999.

## Synopsis
Dans le nord de Londres, la vie de six personnes approchant la trentaine et issues de classes sociales différents, qui vont se croiser pendant trois ans et ayant pour souhait de trouver la personne qui les comblera.

## Fiche technique
- Titre : Mariage à l'anglaise
- Titre original : This Year's Love
- Réalisation et scénario : David Kane
- Photographie : Robert Alazraki
- Montage : Sean Barton
- Distribution des rôles : Jina Jay
- Direction artistique : Lindsay Brunnock et Philip Robinson
- Musique : Simon Boswell
- Décors : Sarah Greenwood
- Décors de plateau : Katie Spencer
- Costumes : Jill Taylor
- Production : Michele Camarda et Simon Scotland
- Production associé : Simon Hardy
- Production exécutive : Nigel Green
- Sociétés de production : Entertainment Film Distributors et Kismet Film Company
- Sociétés de distribution :  Pyramide Distribution
- Format : couleur – 35mm – 1,78:1 — son Dolby Digital
- Pays de production :  Royaume-Uni
- Langue originale : anglais
- Genre : comédie dramatique, romance
- Durée : 108 minutes
- Dates de sortie : 
  - Royaume-Uni : 19 février 1999,
  - France : 5 janvier 2000
- (fr) Mention CNC[1] : tous publics, art et essai (visa d'exploitation no 98947 délivré le 13 janvier 2000)

## Distribution
- Dougray Scott (V.F. : Bernard Métraux) : Cameron
- Jennifer Ehle (V.F. : Marie Gamory) : Sophie
- Ian Hart (V.F. : Fabien Briche) : Liam
- Sophie Okonedo (V.F. : Magali Berdy) : Denise
- Douglas Henshall (V.F. : Tanguy Goasdoué) : Danny
- Emily Woof (V.F. : Véronique Picciotto) : Alice
- Catherine McCormack (V.F. : Catherine Le Hénan) : Hannah
- Kathy Burke (V.F. : Geneviève Lemeur) : Marey
- Jamie Foreman : Billy
- Bronagh Gallagher (V.F. : Françoise Dasque) : Carol
- Eddie Marsan : Eddie
- Alastair Galbraith : Willie
- Reece Shearsmith : touriste
- Richard Armitage : Smug Man at Party
- David Gray : Pub Singer

 Sources et légende  : version française (V.F.)  sur VoxoFilm  et RS Doublage

## Distinctions
Sauf indication contraire, les informations mentionnées dans cette section peuvent être confirmées par la base de données cinématographiques IMDb,  présente dans la section « Liens externes ».
- 1999 : Nommé au British Independent Film Award du meilleur scénario pour David Kane